# Mohamed El Assy
Mohamed El Assy (El Cairo, Egipto, 1983) es un Director deportivo experto en economía y finanzas que actualmente ejerce como director general y director deportivo de la U.D. Almería de España.

## Historia

### Primeros pasos
Estudió Economía y Finanzas en Canadá y Londres. Comenzó a dedicarse a negocios relacionados con el fútbol en 2007 cuando trabajaba para el banco Standard Chartered en la ciudad de Londres. Fue allí donde por primera vez vio un departamento dedicado al fútbol en un banco. A partir de ese momento comenzó a aprender, realizando cursos y viajando a diferentes lugares. Entre otros viajes pudo ir a Portugal y estudiar el modus operandi del F. C. Oporto y del Benfica.

### Etapa en el Al-Ahly, Zamalek y Pyramids
Trabajó durante varios años en el Al-Ahly y en el Zamalek Sporting Club. En el Al-Ahly fue responsable de la mayoría de decisiones. Durante aquella época también fue propietario de la empresa más grande de marketing deportivo en Egipto, algo que llamó la atención del por aquel entonces presidente del Al-Ahly, quien le pidió ayuda como consultor para que auditara todo lo relacionado con el club. Aceptó y llevó a cabo una necesaria regeneración del club, ya que el equipo atravesaba por un momento muy malo. Contaban con Juan Carlos Garrido, el que fuera técnico del Villarreal C.F., sin embargo la trayectoria del equipo era realmente mala, ya que perdieron todos los títulos en juego. Juan Carlos Garrido fue entonces destituido, y tras la llegada de Mohamed El Assy, quien permaneció tres años en el Al-Ahly, lograron llegar a dos finales de la Champions de África y ganar La Liga y la Copa de Egipto. Tras aquel periplo, el carismático ministro de entretenimiento de Arabia Saudí, Turki Al-Sheikh, se fijó en Mohamed El Assy, a quién pidió que dirigiera el equipo y otros por menores del club que recientemente había adquirido, el Pyramids F.C., no lo dudó y se marchó a trabajar con él.

### Nuevo proyecto, la U.D. Almería
Apenas un año después de adquirir el Pyramids F.C., Turki Al-Sheikh decide venderlo a Salem Al Shamsi, comprando posteriormente la U.D. Almería de España por 20 millones de euros. Tras ello, Turki Al-Sheikh le dijo a Mohamed El Assy lo siguiente: “Sé que tu especialidad es África, pero sé que puedes tener éxito en Europa; quiero que dirijas un club, que lo conviertas en una referencia y que tú estés a la cabeza del proyecto”. Tras esta conversación, Mohamed El Assy decidió unirse al proyecto y actualmente continúa como director general y director deportivo de la U.D. Almería.